# Scheljasko Walkow
Scheljasko Walkow (bulgarisch Желязко Вълков, englisch Jeliazko Valkov; * 22. Dezember 1957) ist ein bulgarischer Badmintonspieler.

## Karriere
Scheljasko Walkow gewann 1985 seinen ersten beiden nationalen Titel im Herreneinzel und im Mixed in Bulgarien und war damit der erste Titelträger des Landes in diesen Disziplinen. Elf weitere Meisterehrungen folgten bis 1992. International siegte er bei den Romanian International 1991 und den Bulgarian International 1985. 1989 nahm er an den Badminton-Weltmeisterschaften teil.